# الحرب الخاطئة في المكان الخطأ والزمان الخطأ

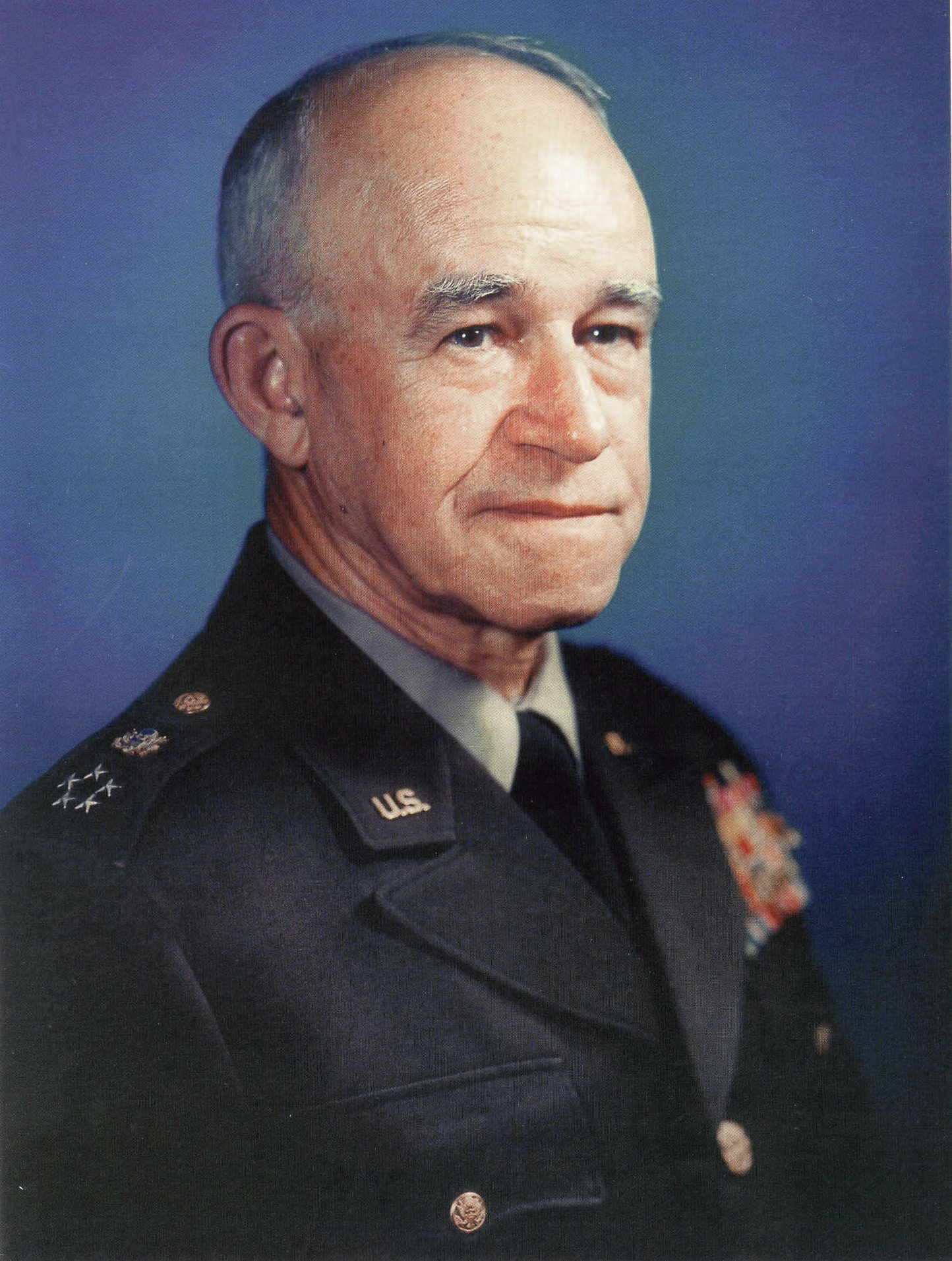
برادلي في عام 1950

"الحرب الخاطئة، في المكان الخاطئ، في الوقت الخاطئ، ومع العدو الخاطئ" هي العبارة الشهيرة للجنرال عمر برادلي في شهادته أمام الكونغرس بتاريخ 15 مايو 1951، بصفته رئيس هيئة الأركان المشتركة، رفضًا لفكرة توسيع الحرب الكورية لتشمل الصين، كما اقترح الجنرال دوجلاس ماك آرثر، قائد قوات الأمم المتحدة في كوريا قبل أن يعفيه الرئيس هاري ترومان من القيادة في 11 أبريل 1951.

## مقتطفات من الشهادة
إليك جزءًا أكثر اكتمالًا من شهادة برادلي:
أنا لست تحت أي وهم بأن استراتيجيتنا الحالية المتمثلة في استخدام وسائل أقل من الحرب الشاملة لتحقيق أهدافنا ومعارضة الشيوعية تضمن عدم جرّنا إلى حرب عالمية. لكن سياسة الصبر والعزم دون استفزاز حرب عالمية، بينما نحسّن قوتنا العسكرية، هي السياسة التي نعتقد أنه يجب علينا الاستمرار في اتباعها…
في ظل الظروف الحالية، أوصينا بعدم توسيع الحرب من كوريا لتشمل الصين الحمراء أيضًا. إن مسار العمل الذي يُوصف غالبًا بأنه حرب محدودة مع الصين الحمراء سيزيد من المخاطر التي نتحملها من خلال إشراك الكثير من قوتنا في منطقة ليست الجائزة الاستراتيجية الحاسمة.
الصين الحمراء ليست الدولة القوية الساعية لفرض هيمنتها على العالم. بصراحة، في رأي هيئة الأركان المشتركة، فإن هذه الاستراتيجية ستورطنا في حرب خاطئة، في المكان الخاطئ، في الوقت الخاطئ، ومع العدو الخاطئ.

## الاستخدام في حرب فيتنام
كرر المرشح الرئاسي جون ف. كينيدي مشاعر برادلي في خطاب ألقاه في 12 أكتوبر 1960:
إذا أصبحت رئيسكم... فلن أخاطر بأرواح الأمريكيين وحرب نووية من خلال السماح لأي دولة أخرى بجرّنا إلى حرب خاطئة في المكان الخاطئ في الوقت الخاطئ من خلال التزام غير حكيم عسكريًا، غير ضروري لأمننا، وغير مدعوم من حلفائنا.

## الاستخدام في حرب العراق
تم استخدام الاقتباس لاحقًا لانتقاد تخطيط وتنفيذ الغزو الأمريكي للعراق عام 2003 والاحتلال اللاحق. فقد استخدم الجنرال أنتوني زيني، والمؤرخ آرثر شليزنجر الابن، والحاكم هوارد دين نسخًا مختلفة من العبارة في انتقاد تعامل إدارة بوش مع الحرب.
...

## الاستخدامات الأخرى
في عام 2015، وصف رئيس أوغندا يوري موسيفيني الحرب الأهلية في جنوب السودان بأنها "الحرب الخاطئة في المكان الخاطئ في الوقت الخاطئ". كما أشار إلى استخدام برادلي للعبارة في خطاب يوم الاستقلال في أكتوبر 2023.